# تاسارولو
تاسارولو (به ایتالیایی: Tassarolo) یک کومونه در ایتالیا است که در استان آلساندریا واقع شده‌است.

## خصوصیات
تاسارولو ۷٫۱ کیلومترمربع مساحت و ۵۹۸ نفر جمعیت دارد و ۲۵۰ متر بالاتر از سطح دریا واقع شده‌است.